# Віллі Даубе
Віллі Даубе (нім. Willi Daube; 1 травня 1883, Ганноверш-Мюнден, Німецька імперія — 20 серпня 1941, Ярцево, РРФСР) — німецький офіцер, генерал-майор вермахту.

## Біографія
4 вересня 1902 року вступив в Прусську армію. Учасник Першої світової війни. Після демобілізації армії залишений в рейхсвері. З 1 серпня 1934 року служив в штабі 11-ї дивізії. 1 вересня 1936 року переведений в службу комплектування і переданий в розпорядження головнокомандувача армією. 
З 1 жовтня 1936 року — командир ландверу Алленштайна. З 1 вересня 1937 року — командир військового району Браунсберга, з 1 вересня 1939 року — Алленштайна. З 1 грудня 1939 року — командир 364-го піхотного полку 161-ї піхотної дивізії. Учасник Французької кампанії. З 1 вересня 1940 року — знову командир військового району Алленштайна. З 15 листопада 1940 року — командир 371-го піхотного полку 161-ї піхотної дивізії. Учасник Німецько-радянської війни. Загинув у бою.

## Звання
- Фанен-юнкер (4 вересня 1902)
- Фенріх (18 квітня 1903)
- Лейтенант (18 серпня 1904)
- Оберлейтенант (18 серпня 1913)
- Гауптман (25 лютого 1915)
- Майор (1 листопада 1927)
- Оберстлейтенант (1 лютого 1932)
- Оберст (1 квітня 1934)
- Генерал-майор (1 серпня 1941, посмертно заднім числом)

## Нагороди
- Залізний хрест 2-го і 1-го класу
- Ганзейський Хрест (Гамбург)
- Королівський орден дому Гогенцоллернів, лицарський хрест з мечами
- Нагрудний знак «За поранення» в сріблі
- Почесний хрест ветерана війни з мечами
- Медаль «За вислугу років у Вермахті» 4-го, 3-го, 2-го і 1-го класу (25 років)